# Asociación de Fútbol de Nueva Zelanda
La Asociación de Fútbol de Nueva Zelanda (en inglés: New Zealand Football) es el ente que rige al fútbol en Nueva Zelanda. Fue fundada en 1891, la primera asociación de fútbol creada fuera de Europa, y afiliada a la FIFA en 1948. Es miembro de la Confederación de Fútbol de Oceanía (OFC) y está a cargo de la Liga Nacional, la Copa Chatham, la Charity Cup, la liga femenina, además administra la selección de fútbol y la selección femenina así como todas sus demás categorías inferiores, además de la selección de fútbol sala y la de fútbol playa.

## Asociaciones miembro
Dentro de la Asociación de Fútbol de Nueva Zelanda existen otros entes futbolísticos regionales. Estos son:
- Asociación de Fútbol Central
- Federación de Fútbol de Auckland
- Mainland Football
- Federación de Fútbol Capital
- Football South
- Federación de Fútbol de Waikato y Bay of Plenty
- Federación de Fútbol Norte

## Campeonatos de clubes

### Masculinos

#### ASB Premiership
La ASB Premiership, llamada así por razones publicitarias, es la máxima competición futbolística de Nueva Zelanda, está integrada por 8 franquicias de las regiones más pobladas de Nueva Zelanda que se disputan en el verano el título nacional, para no interferir con los torneos regionales de invierno semiprofesionales que se dan en el país. El sistema es de todos contra todos a 2 rondas, es decir, 14 partidos. El equipo que finaliza primero clasifica automáticamente a la Liga de Campeones de la OFC y, junto a las entidades colocadas en las posiciones 2, 3 y 4 disputa de los playoffs para definir al campeón nacional que también clasifica a la O-League. Si el primero del sistema de liga concuerda con el campeón, el subcampeón clasifica al máximo torneo regional de Oceanía.

#### White Ribbon Cup
La White Ribbon Cup es la copa en la que participan las seis franquicias que no logran clasificar a la Liga de Campeones de la OFC. Fue fundada en 2011.

#### Central Premier League
La Central Premier League es el campeonato de fútbol de la Asociación de Fútbol Central, que rige en las regiones del centro de la Isla Norte. Participan 10 equipos en sistema de liga todos contra todos.

#### Northern League
Llamada Lotto Sport Italia NRFL Premier por razones de publicidad, es la máxima división de la Federación de Fútbol de Auckland. Participan 10 equipos, de los cuales dos descienden por año a la Lotto Sport Italia NRFL División 1.

#### Lotto Sport Italia NRFL División 1
Es la segunda división de la Federación de Fútbol de Auckland. Posee 12 equipos, dos ascienden por año a la Northern League y otros dos descienden a la Lotto Sport Italia NRFL División 2.

#### Lotto Sport Italia NRFL División 2
Tercera división del fútbol de Auckland. Doce equipos se disputan cada año dos ascensos a la Lotto Sport Italia NRFL División 1.

#### Mainland Premier League
Robbie's Premier Football League por razones publicitarias. Es el torneo de clubes regional de Mainland Football, de la región de Canterbury. 8 equipos participan en dicho campeonato.

#### US1 Premiership
Máxima competición futbolística de la Asociación de Fútbol Norte. Es el torneo más joven de los regiones de invierno en Nueva Zelanda, dado que se juega desde 2008. Solo participan seis equipos.

#### FootballSouth Premier League
Conocida como ODT FootballSouth Premier League, es organizada por Football South, ente regional de la parte sur de la Isla Sur. Juegan 9 equipos, provenientes principalmente de Dunedin.

#### Chatham Cup
Es la copa integradora de todos los clubes del país que participan en las ligas regionales de invierno.

### Femeninos

#### Liga Nacional Femenina
Más conocida como ASB Women's Youth League, es la máxima competición futbolística de fútbol femenino neozelandés. Participan ocho equipos sub-20 con un máximo de 5 jugadoras mayores. Fue fundado en 2002 como la National Women's League y en 2010 adoptó el sistema actual.

#### ASB Women’s Knockout Cup
La ASB Women’s Knockout Cup Es el equivalente femenino de la Chatham Cup.

## Torneos internacionales organizados
A lo largo de toda la historia, el ente futbolístico neozelandés organizó diversas competiciones internacionales, éstas son:
- Copa Mundial Sub-20: 2015
- Copa Mundial Sub-17: 1999
- Copa Mundial Femenina Sub-17: 2008
- Copa de las Naciones de la OFC: 1973 y 2002
- Campeonato Sub-20 de la OFC: 1987, 2007 y 2011
- Campeonato Sub-17 de la OFC: 1983, 1991, 1993, 1997, 2009 y 2011
- Campeonato Femenino Sub-20 de la OFC: 2010 y 2012
- Campeonato Femenino Sub-17 de la OFC: 2010 y 2012
- Torneo Preolímpico de la OFC: 1999, 2004 y 2012
- Campeonato de Fútbol Playa de Oceanía: 2007
- Campeonato de Futsal de la OFC: 2013
- Campeonato de Clubes de Oceanía: 2006